# District de Yanfeng
Le district de Yanfeng (雁峰区 ; pinyin : Yànfēng Qū) est une subdivision administrative de la province du Hunan en Chine. Il est placé sous la juridiction de la ville-préfecture de Hengyang.